# Saison 1 de Candice Renoir
Chronologie
Saison 2
Cet article présente les épisodes de la première saison de la série télévisée Candice Renoir.

## Distribution

### Famille Renoir
- Cécile Bois : Commandant Candice Renoir
- Clara Antoons : Emma Renoir (fille, ainée des enfants)
- Étienne Martinelli : Jules Renoir (ainé des garçons)
- Paul Ruscher : Martin Renoir (l'un des jumeaux)
- Alexandre Ruscher : Léo Renoir (l'autre jumeau)
- Arnaud Giovaninetti : Laurent Renoir, l'ex-mari de Candice (épisodes 5-6 et 8)

### Le commissariat
- Raphaël Lenglet : Capitaine Antoine Dumas (de l'Estang)
- Mhamed Arezki : Brigadier Jean-Baptiste Medjaoui
- Samira Lachhab : Commissaire Yasmine Attia
- Gaya Verneuil : Lieutenant Chrystelle Da Silva
- Alix Poisson : Pascale Ibarruri, responsable de l'I.J.

### Les autres
- Aude Forget : Laurette, la fille au paire
- Alexandre Varga : Hervé Mazzani, le voisin des Renoir (épisodes 1-7)
- Raphaëlle Boitel : Audrey Medjaoui (épisodes 5-6 et 8)

## Liste des épisodes

### Épisode 1:Il faut se méfier de l'eau qui dort
- France : 19 avril 2013 sur France 2

- France : 4,08 millions de téléspectateurs (16,2 % de part d'audience)[1] (première diffusion)

- Edgar Givry : Fabrice Beffa
- Héloïse Godet : Cécile Dinitz
- Louis Duneton : Simon Beffa
- Corinne Derian : Nathalie Beffa
- Lou Bottagisio : Stella Beffa
- Cédric Weber : Michel Vauquier
- Amélie Nouraud : Claire Mazzani
- Guillaume de Montlivault : Gilles Letourneur
- Béla Czuppon : Me Degas
- Pascal Turmo : Médecin

### Épisode 2:Plus on est de fous, plus on rit
- France : 19 avril 2013 sur France 2

- France : 3,8 millions de téléspectateurs (16,0 %)[2] (première diffusion)

- Patrick Rocca : Dr Drouot
- Mathias Jung : Christian Melki
- Sandrine Clemençon : Isabelle Le Meaux
- Vincent Steinebach : Yanis Melki
- Antoine Baillet : Fabien Angelo
- Lise Laffont : Sylvie Caron
- Emmanuelle Osmont : Camille Langlais
- Yasmina Pastural : Fleuriste
- Marie Audrey Simoneau : Vanessa

### Épisode 3:Pourvu qu'on ait l'ivresse
- France : 26 avril 2013 sur France 2

- France : 4,14 millions de téléspectateurs (16,6 %)[3] (première diffusion)

- Florence Müller : Hélène Rocher
- Michel Scotto di Carlo : Jean-Paul Chalme
- Brian Messina : Arthur Duguay
- Philippe Van Den Bergh : M. Duguay
- Hélène Azema : Mme Duguay
- Rebecca Truffot : Marine
- Hélie Chomiac : Romain
- Julien Testard : Mickaël Bellon
- Simon Guibert : Patron du restaurant
- Delphine Roy : Mme Michel
- Aurélie Turlet : Interne
- Christian Fabrice : Client du restaurant

### Épisode 4:À tout seigneur, tout honneur
- France : 26 avril 2013 sur France 2

- France : 3,9 millions de téléspectateurs (16,1 %)[4] (première diffusion)

- Delphine Serina : Christine Martel
- Vincent Winterhalter : Denis Martel
- Gérard Loussine : Jacques Garcia
- Héloïse Godet : Cécile Dinitz
- Danièle Douet : Mme Dinitz
- Henri Cohen : M. Dinitz
- Christophe Gaultier : Romain Duteil
- Marie Vauzelle : Anaïs Duteil
- Marion Pellissier : Mathilde Guillon
- Philippe Baron : Invité n°3

### Épisode 5:Tel est pris qui croyait prendre
- France : 3 mai 2013 sur France 2

- France : 3,92 millions de téléspectateurs (16,0 %)[5] (première diffusion)

- Jean-François Garreaud : Patron de l'hôtel
- Nanou Garcia : Delphine Etchegoyen
- Mayel Elhajaoui : Veilleur de nuit
- Frédérique Dufour : Véronique Combas
- Nicolas Beduneau : Joueur de poker
- Jean-Noël Masson : Joueur de poker
- Perrine Anger : Joueuse de poker
- Marion Trintignant : Médecin en réanimation
- Nawel Benmahieddine : Infirmière
- Dominique Ratonnat : Professeur Étienne Paoli
- Céline Carrasco : Femme de chambre de l'hôtel
- Dorothée Caby : Mme Saulnier
- Olivier Clastre : M. Saulnier
- Nadia Tillier : Infirmière Audrey

### Épisode 6:Est assez riche qui ne doit rien
- France : 3 mai 2013 sur France 2

- France : 3,54 millions de téléspectateurs (15,1 %)[6] (première diffusion)

- Nathalie Roussel : Agathe Lavandon
- Lara Guirao : Diane Chemla
- François Feroleto : Olivier Bucaille
- Daniel Trubert : Alain Couturier
- Jenyfer Chabot : Judith Wolff
- Félicité N'Gijol : Enora Belem
- Yves Ferry : Le psy
- Pascal Miralles : Employé d'hôtel au spa
- Swann Coste : Louison Bucaille

### Épisode 7:Malheur à celui par qui le scandale arrive
- France : 10 mai 2013 sur France 2

- France : 3,63 millions de téléspectateurs (16,2 %)[7] (première diffusion)

- Nicolas Grandhomme : Mario (Paul Agnesi)
- Laurent d'Olce : Étienne Rieux
- Alexandre Achdjian : Teddy Diola
- Bianca Alessandri : Juliette Neumann
- David Marchal : Sylvain Joigneaux
- Mama Prassinos : Naomi Joigneaux
- Marie Raynal : Irène Neumann
- Thierry Coma : Justin Diola

### Épisode 8:La fin justifie les moyens
- France : 10 mai 2013 sur France 2

- France : 3,5 millions de téléspectateurs (16,7 %)[8] (première diffusion)

- Grégori Derangère : Ferola
- Jérôme Robart : Capitaine Stéphane Queyrolles
- Léonid Glushchenko : Bodan Chevchenko
- Isabelle Dangerfield : Michèle Renault
- Hicham Dsouli : Le conducteur de scooter
- Martine Bailen : La voisine
- Claire Schumm : L'avocate